# جنگ ستارگان مقاومت
جنگ ستارگان مقاومت (انگلیسی: Star Wars Resistance) یک مجموعه تلویزیونی انیمیشنی آمریکایی الهام‌گرفته‌شده از انیمه ژاپنی و ساخته شده توسط لوکاس فیلم انیمیشن است. داستان این سریال پس از اپیزود ششم جنگ ستارگان یعنی جنگ ستارگان: بازگشت جدای (۱۹۸۳) و شش ماه قبل از اپیزود هفتم جنگ ستارگان: نیرو برمی‌خیزد (۲۰۱۵) رخ می‌دهد و در مورد یک خلبان عضو گروه مقاومت است که با سازمانی شرور مبارزه می‌کند.